# Baía da Traição
Baía da Traição is een gemeente in de Braziliaanse deelstaat Paraíba. De gemeente telt 7.966 inwoners (schatting 2009).
De gemeente grenst aan Mataraca, Marcação en Rio Tinto.